# Bocksbach (Pfinz)
Der Bocksbach (selten Boxbach, im Oberlauf auch Klettenbach) ist ein 14,4 Kilometer langer Bach im Landkreis Karlsruhe, der bei Karlsbad-Ittersbach entsteht und bei Pfinztal-Kleinsteinbach von links in die Pfinz mündet.

## Geographie

### Verlauf
Der Bocksbach entsteht rund 500 Meter nördlich einer namenlosen, rund 370 m ü. NHN hohen Erhebung am Ortsrand von Karlsbad-Ittersbach. Zunächst Richtung Norden fließend, folgt der Bach in etwa dem Ostrand eines Waldgebietes, an das sich ein Wiesengelände mit einer kleinen Pferderennbahn anschließt. Nach rund 800 Meter tritt der Bocksbach in den Wald ein und wendet sich nach Nordosten. Hier liegt der Tornadostein, der an die Zerstörung von 110 Hektar des Ittersbacher Gemeindewaldes bei einem Tornado im Juli 1968 erinnert. Am Ittersbacher Industriegebiet Im Stockmädle mündet von rechts der Klettenbach, ab hier bis Langensteinbach wird der Bocksbach auch als Klettenbach bezeichnet.
Auf dem kurzen nördlichen Lauf am Rand des Industriegebiets unterquert der Bach die Landesstraße 622, die dem Gewässer bis Langensteinbach folgt, und die Bahnstrecke Busenbach–Ittersbach. Die normalspurige Bahnstrecke, ein Teil des Karlsruher Stadtbahnnetzes, wurde in heutiger Form 1975 eröffnet; eine zwischen 1899 und 1964 bestehende schmalspurige Bahn verlief etwas weiter nördlich. Der Bocksbach folgt dieser alten Bahntrasse auf rund 800 Meter in westnordwestliche Richtung. Dieser Abschnitt des Bachs ist relativ naturnah erhalten, hat ein nur geringes Gefälle und verläuft teilweise in einem Erlenbruchwald. Oberhalb des Hermannsees, eines kleinen Weihers, mündet von links der Häslichbach.
Unterhalb des Hermannsees wendet sich der Bocksbach nach Norden und erreicht in einem sich zunehmend eintiefenden Tal Langensteinbach, wobei er anfänglich noch von einem Wiesenstreifen begleitet wird und später vollständig im Wald liegt. Am südlichen Ortsrand von Langensteinbach liegen links die Ruine der Barbarakapelle und rechts das SRH Klinikum. Langensteinbach, im Kern eine straßendorfartige Siedlung im Bocksbachtal, passiert der Bach in einer über zwei Kilometer langen Verdolung.
Von Langensteinbach bis Kleinsteinbach folgt die Landesstraße 563 dem Bocksbachtal. Gut einen Kilometer nördlich des Ortsrandes von Langensteinbach mündet von links der Darbach. Knapp unterhalb der Bachmündung liegt das Hochwasserrückhaltebecken Mutschelbach. Vorübergehend in nordöstliche bis östliche Richtung fließend, unterquert der Bocksbach die Bundesautobahn 8 (Karlsruhe–Stuttgart) und erreicht Mutschelbach, einen weiteren Ortsteil von Karlsbad. Ähnlich wie in Langensteinbach durchfließt der Bocksbach in einer knapp einen Kilometer langen Verdolung den straßendorfartigen Siedlungskern von Untermutschelbach, das 1936 mit Obermutschelbach zusammengeschlossen wurde.
Nördlich von Mutschelbach quert der Bocksbach die rund 60 Meter lange Grenze zwischen den Gemeinden Karlsbad und Pfinztal. Die kurze Grenze ist die einzige Verbindung zwischen dem nördlichen und dem südlichen Teil des Landkreises Karlsruhe; im Westen liegt der Stadtkreis Karlsruhe, im Osten grenzt der Enzkreis an. Die Gemeindegrenze liegt an einer engen Stelle des Bocksbachtals, das hier rund 40 Meter tief ist. Beidseits des Tals liegen Wälder; der Bocksbach wird von einem teilweise recht schmalen Wiesenstreifen begleitet.
Am Nordrand des Waldes fließt von links der rund drei Kilometer lange Windelbachgraben zu, der nördlich des Karlsruher Stadtteils Stupferich entspringt. Am rechten Talhang liegt das Werksgelände des Schmiedeunternehmens Edelstahl Rosswag. Wenig später beginnt das bebaute Gebiet von Kleinsteinbach, das der Bocksbach durchfließt, wobei er sich – teilweise von einer Grünanlage begleitet – von anfänglich nördlicher Fließrichtung nach Ostnordosten wendet. Kurz vor der Mündung in die Pfinz unterquert der Bocksbach die Bundesstraße 10 und die Bahnstrecke Karlsruhe–Mühlacker, die beide dem Pfinztal folgen.
Der Bocksbach durchfließt drei verschiedene Landschaftsschutzgebiete: Ein Teil des Oberlaufs liegt im Landschaftsschutzgebiet Karlsbader Bachlandschaften. Zum Landschaftsschutzgebiet Bocksbachtal gehören Gebiete oberhalb und unterhalb von Mutschelbach, die 1939 als noch weitgehend in natürlichen Zustand erhaltenes Tal unter Schutz gestellt wurden. Das Landschaftsschutzgebiet Pfinzgau umfasst Flächen in der Gemeinde Pfinztal.

### Einzugsgebiet
Der Bocksbach hat ein 31,3 km² großes Einzugsgebiet, das sich als anfangs nur zwei Kilometer breiter Schlauch, der sich unterhalb Langensteinbachs durch das Teileinzugsgebiet des größten und linken Zuflusses Windelbachgraben auf etwa doppelte Breite verdickt, in erst etwa nördlicher, dann nordnordöstlicher bis nordöstlicher Richtung bis zur Mündung in Langensteinbach erstreckt, die in Luftlinie etwa 12 km vom südlichsten Punkt am Ortsrand von Ittersbach entfernt ist.
Naturräumlich gesehen gehört das obere Einzugsgebiet bis hinunter in den Talwald abwärts von Mutschelbach zum Unterraum Pfinz-Alb-Platte, der andere Teil einschließlich des gesamten Windelbachgraben-Teileinzugsgbietes zum Unterraum Westlicher Pfinzgau des westlichen Kraichgaus. Der höchste Punkt beim Wasserreservoir und Sportplatz am Westrand von Ittersbach erreicht 369,6 m ü. NHN. Das Gebiet hat große Waldanteile, die sich in drei Riegeln vor Langensteinbach, zwischen Langensteinbach und Mutschelbach und zwischen Mutschelbach und Kleinsteinbach übers Tal legen. Die offene Flur besteht im Süden fast nur aus Wiesen, gegen Norden zu nimmt der Feldanteil zu.
Reihum umgeben ist dasjenige des Bocksbachs von den Einzugsgebieten folgender Nachbargewässer:
- Von der Mündung südwärts bis auf die Breite von Mutschelbach ist im Osten die aufnehmende Pfinz selbst das nächste Gewässer;
- im mittleren und südlichen Bereich der östlichen Wasserscheide zwängt sich der Auerbach, ein höherer linker Zufluss der Pfinz, zwischen die beiden Gewässer;
- im Südsüdosten bei Ittersbach liegt das Quellgebiet der Pfinz selbst an;
- im Südsüdwesten konkurriert der Katzenbach, ein Zufluss der Alb, im Südwesten weitere und kleinere rechte Zuflüsse von ihr, nämlich ein Bach durch die Etzenroter Klamm und der Hetzelbach;
- der Abfluss hinter der westlichen Wasserscheide erreicht letztlich über den Scheidgraben ebenfalls noch die Alb;
- die Alte Bach im Westnordwesten entwässert sehr weit abwärts in die Pfinz;
- der Dürrbach im Nordnordwesten ist wieder ein linker Pfinz-Zufluss, ebenso der Hirschbach im Norden.

Geologisch gesehen ist das Gebiet weithin von Lösssediment aus quartärer Ablagerung bedeckt, auf den Höhen meist in Gestalt von Löss und Lösslehm, im oberen Tal auch als lösshaltige Fließerde. Schon dort an einer Stelle und am Unterlauf unterhalb von Langensteinbach liegt auf dem Grund des Tals und an den Flanken dann Plattensandstein des Oberen Buntsandsteins, der an ein paar Stellen früher abgebaut wurde. Auf den Höhen in diesem Bereich liegen zuoberst Schichtinseln des Unteren Muschelkalks.

### Zuflüsse und Seen
Hierarchische Liste der Zuflüsse und  Seen von der Quelle zur Mündung. Gewässerlänge, Seefläche, Einzugsgebiet und Höhe nach den entsprechenden Layern auf der Onlinekarte der LUBW. Andere Quellen für die Angaben sind vermerkt.
Bocksbach, am Oberlauf nach dem Zufluss des Klettenbachs bis etwas vor Langensteinbach auch Klettenbach, entsteht auf etwa 352 m ü. NHN nordwestlich von Ittersbach nahe der Pferderennbahn.
- Klettenbach[LUBW 8] aus dem Hasenschlag, von rechts und Süden auf knapp 315 m ü. NHN am Westrand des Ittersbachers Industriegebietes Im Stockmädle, 1,0 km und ca. 0,8 km². Entsteht auf etwa 335 m ü. NHN am Südrand des Hasenschlags zum Flurgewann Erlach nahe der Rennbahn.
- Häslichbach, von links und Südwesten auf etwa 313 m ü. NHN am Waldaustritt in die Kühlbrunnwiesen, 1,3 km und 0,7 km². Entsteht auf etwa 333 m ü. NHN im Birkenhau nördlich der geschlossenen Deponie auf dem Hagbuckel.
  -  Passiert zwei Kleinteiche auf etwa 313 m ü. NHN im unteren Mündungskeil, zusammen wenig über 0,1 ha.
- Durchfließt auf etwa 312 m ü. NHN gleich nach dem vorigen den Hermannsee, über 0,1 ha.
- Passiert zwei Teiche am Hamberg in einer linken Nebentalmulde zwischen 315 und 310 m ü. NHN, zusammen 0,3 ha.
- (Bach aus dem Kohlplatt), von links und Westen auf etwa 240 m ü. NHN am Ortsende von Karlsbad-Langensteinbach, 0,8 km und ca. 1,1 km².[LUBW 9] Entsteht auf etwa 255 m ü. NHN im Kohlplatt an der Gemeindegrenze von Waldbronn und durchquert das Gewerbegebiet im Nordwesten von Langensteinbach verdolt
- (Waldklingenbach aus dem Fasanenschlag), von rechts und Ostsüdosten auf knapp 235 m ü. NHN nach Langensteinbach, 0,5 km und ca. 0,4 km².[LUBW 9] Entsteht auf etwa 267 m ü. NHN an einem Waldweg.
- (Waldklingenbach aus dem Rappenbusch), von rechts und Ostsüdosten auf etwa 227 m ü. NHN, 0,7 km und ca. 0,6 km².[LUBW 9] Entsteht auf etwa 260 m ü. NHN im Rappenbusch.
- Passiert einen Teich rechts am Lauf auf etwa 227 m ü. NHN, etwas über 0,1 ha.
- Darbach oder Darsbach,[LUBW 10] von links und insgesamt Westen auf etwa 226 m ü. NHN vor einer Waldenge und dem Damm des Hochwasserrückhaltebeckens Mutschelbach, 1,6 km und 2,7 km². Entsteht auf etwa 254 m ü. NHN südlich der Aussiedlerhofreihe im Steinich/Steinig.
- Durchfließt auf etwa 223 m ü. NHN das nicht dauereingestaute Hochwasserrückhaltebecken Mutschelbach
- Wolfsgraben, von links und Westnordwesten auf etwa 193 m ü. NHN am Talende der Palmbachstraße in Karlsbad-Untermutschelbach, 0,7 km und ca. 0,8 km².[LUBW 9] Entsteht auf etwa 224 m ü. NHN im Gewann Am Wolfsgraben.
- (Bach aus der Klinge Kleinsteinbach) , von rechts und Ostsüdosten auf etwa 175 m ü. NHN aus dem Beinhölzle vor Kleinsteinbach, über 0,4 km[LUBW 11] und ca. 0,3 km².[LUBW 9] Entsteht auf etwa 217 m ü. NHN am oberen Rand des Waldes Schwalmes.
- Windelbachgraben, von links und Westen auf etwa 172 m ü. NHN unter dem Wanderheim vor Kleinsteinbach, 2,8 km und 6,9 km². Entsteht auf etwa 218 m ü. NHN am Nordwestrand von Karlsruhe-Stupferich am Ortsaustritt der Windelbachstraße.
  - Zeilgraben, von links und Nordwesten auf etwa 204 m ü. NHN wenig nördlich von Stupferich, 0,4 km und ca. 1,0 km².[LUBW 9] Entsteht auf etwa 209 m ü. NHN am Schmierofenbuckel nördlich von Stupferich.
    - (Bach im Gewann Hässlingen), von rechts und Westen auf knapp 205 m ü. NHN kurz vor der Mündung des Zeilgrabens, 0,6 km und ca. 0,4 km².[LUBW 9] Entsteht auf etwa 215 m ü. NHN neben der L 9654 Thomashof–Stupferich.

  - Zennerklammgraben, von rechts und Südwesten auf etwa 198 m ü. NHN Am Gewann Weiher neben der K 9653 Stupferich–Kleinsteinbach kurz vor dem Waldeintritt, 2,2 km und ca. 3,3 km².[LUBW 9] Entsteht auf etwa 243 m ü. NHN wenig oberhalb von Stupferich an der K 9653.

Mündet von links und Südsüdwesten auf etwa 148 m ü. NHN in Pfinztal-Kleinsteinbach in die Pfinz, 14,4 km und 31,4 km².

## Geschichte
Ein älterer Name des Bocksbachs war Steinbach. Er wird zuletzt in einem Berain des Klosters Gottesaue von 1535 erwähnt. Der Name Steinbach wird einerseits gedeutet als „Bach voller Steine“; anderseits wird vermutet, er könnte auf mögliche römische Steinbauten hinweisen, die für Germanen ungewohnt waren. Die Ortsnamen Kleinsteinbach (ursprünglich Niedersteinbach) und Langensteinbach bilden ein Gegensatzpaar und leiten sich vom alten Namen des Bocksbachs ab. Der Ortsname Mutschelbach wird als Hinweis auf zahlreiche Muscheln im Dorfbach gesehen.
Bocksbach wird das Gewässer erstmals 1564 genannt. Der Name ist vermutlich herleitbar von den bereits 1535 erwähnten Bockswiesen und dem Bocksbrunnen, deren Namen wiederum auf den benachbarten, südlich von Kleinsteinbach liegenden Buchwald verweisen.
Wichtigste Brücke über den Bocksbach war die der Straße von Karlsruhe nach Pforzheim (heutige Bundesstraße 10) in Kleinsteinbach. Sie bestand bereits im 16. Jahrhundert als dreibogige Steinbrücke. 1739, 1747 und 1758 wurde die Brücke oder benachbarte Ufermauern durch Hochwässer beschädigt. 1747 wurde in den Akten vermerkt, der Bocksbach pflege „bey Entstehung eines großen Gewässers sehr wild zu tun“. 1782 wurden die Brückenbrüstungen erhöht, nachdem wiederholt Pferde und Rindvieh in den Bach gestürzt waren. Von weiteren Überschwemmungen zeugten Hochwassermarken vom 24. Oktober 1824 und vom 7. Mai 1931, die an der Brücke angebracht waren. Beim Ausbau der Bundesstraße wurde die Brücke 1958/59 durch eine Stahlbetonbrücke ersetzt.
Die Verdolung des Bocksbachs in Langensteinbach wurde 1934 als Arbeitsbeschaffungsmaßnahme begonnen und nach dem Zweiten Weltkrieg Ende der 1950er Jahre fortgesetzt. Eine 1970 von der Gemeinde Langensteinbach herausgegebene Ortsgeschichte sah nicht nur wirtschaftliche Vorteile, zudem seien durch die Verdolung „des auch unschönen, oftmals geradezu einer Kloake gleichenden Wasserlaufs“ die „Brutstätten gefährlichen Ungeziefers beseitigt“ worden.
In Mutschelbach wurde der Bocksbach zwischen 1975 und 1977 verdolt. Anlass war die enge Ortsdurchfahrt ohne Gehwege sowie Geruchsbelästigungen durch die schlechte Wasserqualität. Die Badischen Neuesten Nachrichten charakterisierten den Bocksbach 1976 als ein Gewässer, das im Sommer zum „unhygenischen, trägen Rinnsal“ werde, sich aber „innerhalb kürzester Zeit in ein reißendes Ungeheuer verwandeln“ könne und dann Straßen und Brücken überflute. Zusammen mit der Verdolung wurde oberhalb des Ortes das Hochwasserrückhaltebecken Mutschelbach gebaut. Es besteht aus einem rund zehn Meter hohen Erddamm und hat einen gewöhnlichen Hochwasserrückhalteraum von 303.000 Kubikmeter. Nachrechnungen von Hochwässern hatten einen maximalen Abfluss von 30 Kubikmeter in der Sekunde ergeben.
Ende der 1980er Jahre wurde der Bocksbach am Ortsanfang von Kleinsteinbach verlegt, da Ufermauern unterspült worden waren und dadurch Setzrisse an Gebäuden auftraten. Am neuen Bachlauf wurden Wege angelegt, die in den folgenden Jahren bis zur Bundesstraße verlängert wurden. 2001 wurde längs des Bocksbaches in Kleinsteinbach ein Skulpturenweg eröffnet. Die zunächst auf ein Jahr angelegte Freiluftausstellung wurde dann zur Dauereinrichtung. Seit 2003 wird das Kleinsteinbacher Entenrennen auf dem Bocksbach veranstaltet. Mehrfach, so 2011 und 2017, musste die Rennstrecke wegen des geringen Abflusses im Bocksbach verkürzt werden. Die alle zwei Jahre stattfindende Veranstaltung war eine der ersten ihrer Art in der Region. 2018 wurde der Mündungsbereich des Bocksbachs in die Pfinz naturnah umgestaltet. Dabei wurde an der Mündung eine Raue Rampe erbaut, um die Durchgängigkeit für Fische und andere Wassertiere zu verbessern. 50 Jahre zuvor war das Bachbett in Kleinsteinbach in ein gemauertes Doppeltrapezprofil gelegt worden.

### LUBW
Amtliche Online-Gewässerkarte mit passendem Ausschnitt und den hier benutzten Layern: Lauf und Einzugsgebiet des Bocksbachs

Allgemeiner Einstieg ohne Voreinstellungen und Layer: Daten- und Kartendienst der Landesanstalt für Umwelt Baden-Württemberg (LUBW) (Hinweise)
1. 1 2 3  Höhe nach dem Höhenlinienbild auf dem Hintergrundlayer Topographische Karte.
2. 1 2  Länge nach dem Layer Gewässernetz (AWGN).
3. 1 2  Einzugsgebiet nach dem Layer Aggregierte Gebiete 5.
4. ↑  Schutzgebiete nach den einschlägigen Layern, Natur teilweise nach dem Layer Biotop.
5. ↑  Höhe nach schwarzer Beschriftung auf dem Hintergrundlayer Topographische Karte.
6. ↑  Seefläche nach dem Layer Stehende Gewässer.
7. ↑  Einzugsgebiet nach dem Layer Basiseinzugsgebiet (AWGN).
8. 1 2  Name Klettenbach für den ersten Bocksbach-Zufluss und den Bocksbach-Lauf von dort an noch weiter abwärts nach den Meßtischblättern
  - 7116 Bernbach von 1905 und
  - 7117 Neuenbürg von 1907

in der Deutschen Fotothek.
Gewannnamen Klettenbach finden sich am Bocksbach auf dem Layer Liegenschaft und Gewässer noch bis östlich von Spielberg und südlich von Langensteinbach.

Namen des Bocksbach-Oberlaufs bis Langensteinbach laut Gustav Rommel: Kleinsteinbach. Selbstverlag der Gemeinde Kleinsteinbach, Kleinsteinbach 1951, S. 54.
9. 1 2 3 4 5 6 7 8  Einzugsgebiet abgemessen auf dem Hintergrundlayer Topographische Karte.
10. ↑  Der Bachname ist Darsbach nach den Layern Gewässernetz (AWGN) und Gewässername, jedoch Darbach nach der blauen Bachbeschriftung auf dem in Namensfragen gewöhnlich zuverlässigeren Hintergrundlayer Topographische Karte. Das Gewann am Unterlauf heißt Leilach.
11. ↑  Länge nach dem Layer Gewässername.

### Andere Belege
1. ↑  Werte aus Regionalisierung, Datenstand 1. März 2016 (MNQ, MQ), 1. März 2007 (MHQ) aus Abfluss-BW – ein Daten- und Kartendienst der Landesanstalt für Umwelt Baden-Württemberg (Hinweise)

Zu NNQ siehe „Der Bach ist derzeit vollkommen ausgetrocknet.“ In: Neugestaltung des Bocksbach-Unterlaufes wird in Angriff genommen. (Seite nicht mehr abrufbar, festgestellt im Juni 2023. Suche in Webarchiven)  Info: Der Link wurde automatisch als defekt markiert. Bitte prüfe den Link gemäß Anleitung und entferne dann diesen Hinweis. In: Mitteilungsblatt der Gemeinde Pfinztal. 26. September 2018 (abgerufen am 11. Juni 2019).
2. ↑  Hermann Schneider-Strittmacher: Langensteinbach. Das einstige Fürstenbad. Bürgermeisteramt Langensteinbach, Langensteinbach 1970, S. 9.
3. ↑  Erhebungsbogen zum Flächenhaftes Naturdenkmal „Erlenbruch“ nördlich Industriegebiet Ittersbach (PDF, 7,5 kB, abgerufen am 13. Juni 2019)
4. ↑  Langensteinbach – Altgemeinde~Teilort bei LEO-BW (Abgerufen am 13. Juni 2019).
5. ↑  Mutschelbach – Altgemeinde~Teilort bei LEO-BW (Abgerufen am 13. Juni 2019).
6. ↑  Friedrich Huttenlocher, Hansjörg Dongus: Geographische Landesaufnahme: Die naturräumlichen Einheiten auf Blatt 170 Stuttgart. Bundesanstalt für Landeskunde, Bad Godesberg 1949, überarbeitet 1967. → Online-Karte (PDF; 4,0 MB)
7. ↑  Geologie nach den Layern zu Geologische Karte 1:50.000 auf: Mapserver des Landesamtes für Geologie, Rohstoffe und Bergbau (LGRB) (Hinweise)
8. ↑  Gustav Rommel: Kleinsteinbach. Selbstverlag der Gemeinde Kleinsteinbach, Kleinsteinbach 1951, S. 54.
9. ↑  Schneider-Strittmacher, Langensteinbach. S. 10.
10. ↑  Rommel, Kleinsteinbach. S. 14 f.
11. ↑  Rommel, Kleinsteinbach. S. 55.
12. ↑  Rommel, Kleinsteinbach. S. 55 f, Zitat S. 56.
13. ↑  Bürgermeisteramt Gemeinde Pfinztal mit dem Arbeitskreis “Chronik” (Red.): 40 Jahre Pfinztal. Gemeinde Pfinztal, Pfinztal 2014, ISBN 978-3-00-045314-4, S. 184.
14. ↑  Schneider-Strittmacher, Langensteinbach. S. 238–240, Zitat S. 239.
15. ↑  Steckbrief HRB Mutschelbach beim LUBW (abgerufen am 14. Juni 2019);

Collagen aus Bildern und Zeitungsartikeln aus den Jahren 1971 (PDF, 3,4 MB) 1976 (PDF, 2,6 MB) und 1978 (PDF, 1,9 MB) auf der Website der Gemeinde Karlsbad.
16. ↑  Bürgermeisteramt, 40 Jahre Pfinztal. S. 157.
17. ↑  Günther Malisius: Die Pfinz: Einst Lebensader, jetzt Naherholung und immer wieder korrigiert. (=Beiträge zur Geschichte Durlachs und des Pfinzgaus, Band 5). Freundeskreis Pfinzgaumuseum, Historischer Verein Durlach e.V. (Hrsg.). Verlag Regionalkultur, Ubstadt-Weiher 2011, ISBN 978-3-89735-681-8, S. 52.
18. ↑  800 Plastikentchen schwammen um die Wette. (Seite nicht mehr abrufbar, festgestellt im Juni 2023. Suche in Webarchiven)  Info: Der Link wurde automatisch als defekt markiert. Bitte prüfe den Link gemäß Anleitung und entferne dann diesen Hinweis. In: Mitteilungsblatt der Gemeinde Pfinztal. 28. April 2011 (abgerufen am 14. Juni 2019);

Am Kleinsteinbacher Bocksbach gingen über 800 Entchen auf die Reise. (Seite nicht mehr abrufbar, festgestellt im Juni 2023. Suche in Webarchiven)  Info: Der Link wurde automatisch als defekt markiert. Bitte prüfe den Link gemäß Anleitung und entferne dann diesen Hinweis. In: Mitteilungsblatt der Gemeinde Pfinztal. 18. April 2013 (abgerufen am 14. Juni 2019);

Die Jugend des ATSV Kleinsteinbach richtete zum achten Mal ihr Entenrennen aus. (Seite nicht mehr abrufbar, festgestellt im Juni 2023. Suche in Webarchiven)  Info: Der Link wurde automatisch als defekt markiert. Bitte prüfe den Link gemäß Anleitung und entferne dann diesen Hinweis. In: Mitteilungsblatt der Gemeinde Pfinztal. 10. Mai 2017 (abgerufen am 14. Juni 2019)
19. ↑  Neugestaltung des Bocksbach-Unterlaufes wird in Angriff genommen. (Seite nicht mehr abrufbar, festgestellt im Juni 2023. Suche in Webarchiven)  Info: Der Link wurde automatisch als defekt markiert. Bitte prüfe den Link gemäß Anleitung und entferne dann diesen Hinweis. In: Mitteilungsblatt der Gemeinde Pfinztal. 26. September 2018 (abgerufen am 14. Juni 2019).